# George Wilbur Peck
Pour les articles homonymes, voir Peck.
George Wilbur Peck (né le 28 septembre 1840, mort le 16 avril 1916) est un écrivain, humoriste et homme politique américain, qui a été gouverneur du Wisconsin et maire de Milwaukee.

## Biographie
George W. Peck est né en 1840 à Henderson dans l'État de New York. Il est l'ainé d'une famille de 3 enfants. Il se marie en 1860 et a deux fils. En 1863, durant la guerre de Sécession, il s'engage dans l'armée de l'Union et est fait prisonnier à Richmond en Virginie. Après sa libération il est promu lieutenant et sert dans l'armée jusqu'en 1866. Par la suite il fonde des journaux à Ripon et La Crosse dans le Wisconsin (The Sun fondé en 1874). Il y publie ses histoires humoristiques, connues sous le nom de "Peck's Bad Boy". En 1890 il est élu maire démocrate de Milwaukee malgré une majorité républicaine. Il est gouverneur du Wisconsin entre 1891 et 1895.

## Œuvre
- 1879 : Peck's Fun
- 1882 : Peck's Sunshine
- 1883 : Peck's Bad Boy and His Pa
- 1885 : Will He Marry Her? A Domestic Drama for Home Reading
- 1887 : How Private Geo. W. Peck Put Down the Rebellion
- 1887 : Pecks Irish Friend Phelan Geoheagan
- 1889 : Peck's Uncle Ike and the Red Headed Boy
- 1904 : Peck's Bad Boy Abroad
- 1905 : Peck's Bad Boy with the Circus
- 1907 : Peck's Bad Boy with the Cowboys
- 1908 : Peck's Bad Boy in an Airship

## Adaptations au cinéma
- 1921 : Le Gosse infernal (Peck's Bad Boy), film réalisé par Sam Wood avec Jackie Coogan
- 1934 : Mon gosse (Peck's Bad Boy), film réalisé par Edward F. Cline
- 1938 : Peck's Bad Boy with the Circus, avec Tommy Kelly.